# Dominique Johnson
Dominique Johnson (Detroit, Michigan, 9 de junio de 1987) es un jugador de baloncesto estadounidense. Con 1.91 de estatura, su puesto natural en la cancha es el de escolta. 

## Trayectoria
Es un escolta con capacidad de ocupar la oposición de base. 
Johnson promedió la temporada 2015/16, 23.0 puntos y 3.9 asistencias en la liga polaca, y luego en el Rishon, 14.8 puntos y 2.7 asistencias.
En 2015, el Banvit ha firmado al jugador, la temporada anterior a caballo entre el Jezioro polaco y el Rishon israelí, donde ha promediado en el Banvit 13.7 puntos, 2 rebotes y 2.3 asistencias por encuentro en BSL.
En marzo de 2023 se unió al Al-Ittihad Alejandría de la Superliga de Egipto.
Es jugador del equipo Killers del BIG3 desde 2022, siendo reconocido en la temporada 2023 como el Mejor Cuarto Hombre del Año.